# Челленджер (фильм)
«Челленджер» (англ. The Challenger, в США англ. The Challenger Disaster, "Катастрофа «Челленджера») — телевизионный фильм режиссёра Джеймса Хоуза, посвящённый расследованию крушения шаттла «Челленджер». Премьера состоялась 12 мая 2013 года на канале BBC Two. Лента основана на книге Ричарда Фейнмана «Какое тебе дело до того, что думают другие?» (1988) и на книге Аллана Макдональда и Джеймса Хансена «Правда, ложь и уплотнительные кольца» (Truth, Lies and O-Rings). Фильм получил премию Королевского телевизионного общества за лучший драматический телефильм.

## Сюжет
Действие происходит в 1986 году после катастрофы шаттла «Челленджер». Знаменитый физик Ричард Фейнман, чьё здоровье к этому времени пошатнулось из-за рака, получает предложение войти в состав президентской комиссии по расследованию трагедии. После некоторых сомнений он соглашается и отправляется в Вашингтон, где сразу же сталкивается с нежеланием НАСА полностью раскрывать свои данные. Каждый член комиссии представляет то или иное заинтересованное ведомство и потому ограничен в своих действиях. Фейнман оказывается единственным независимым исследователем и решает воспользоваться своей свободой, чтобы посетить Космический центр Маршалла, на месте вникнуть в детали сборки шаттла и узнать у инженеров их мнение о возможных причинах катастрофы.
Выясняется, что главные жидкостные ракетные двигатели шаттла подвергаются перегрузкам и требуют ремонта после каждого полёта, а оценки вероятности их отказа сильно занижены. Однако в полёте Челленджера причиной катастрофы стали многоразовые твердотопливные ускорители: произошла утечка раскалённых газов, которая привела к разрушению топливного бака. Корпуса собираются из нескольких секций, герметизированных резиновыми уплотнительными кольцами, и повреждение в одном из таких уплотнений могло привести к утечке.
Повреждения колец происходили и раньше, но они не приводили к серьёзной аварии, поэтому руководители полётов ошибочно считали, что вероятность катастрофы невелика — в то время как любое повреждение колец должно было трактоваться как серьёзный отказ оборудования, так как такие повреждения вообще не предусматривались конструкцией ускорителя. В день запуска температура воздуха во Флориде была около 0 °C (32 °F), что гораздо ниже обычных значений. Фейнман решает, что именно из-за этого фактора обычный отказ перерос в критический. Его мысль подтверждает член комиссии генерал-лейтенант Кутина — один из астронавтов сообщил ему на условиях анонимности, что разработчик ускорителя не гарантировал правильную работу уплотнительных колец при низких температурах. Фейнман приходит к выводу, что именно кольцо стало виновником критического отказа.
На очередном заседании комиссии руководители НАСА отрицает наличие проблем с уплотнительным кольцом. Однако инженер компании-производителя Аллен Макдоналд сообщает, что был против запуска шаттла в непроверенных условиях низких температур, но НАСА проигнорировало его мнение. Перед объективами телекамер Фейнман проводит наглядный эксперимент: опустив часть резинового уплотнительного кольца в стакан воды со льдом, он показывает, что оно потеряло эластичность, то есть способность расширяться после сжатия — это и привело к разгерметизации секции ускорителя и последующей катастрофе.
Фейнман собирает все свои рабочие записи в подробный отчёт, в котором весьма нелицеприятно отзывается о действующей в НАСА процедуре контроля и принятия решений. В погоне за имиджем передовой научной организации и соответствующим финансированием Конгресса, руководство НАСА игнорировало технические проблемы и мнение инженеров, чтобы представить шаттл как абсолютно безопасный. Отчёт заканчивается знаменитой цитатой: «Чтобы технология стала успешной, нельзя игнорировать реальность в угоду пресс-релизам — ведь законы природы обмануть невозможно». Преодолевая сопротивление председателя, Фейнман знакомит членов комиссии со своим отчётом и добивается его включения в качестве приложения к окончательному докладу, который торжественно вручается президенту Рональду Рейгану. Фейнман сообщает Кутине, что вычислил источник его информации, но будет молчать.
В заключительных титрах рассказывается, что Макдоналд занялся доработкой уплотнительных колец, Кутина возглавил программу ракет-носителей Титан для ВВС США, а источником Кутины была астронавт Салли Райд, умершая в 2012 году. Это было последнее дело Фейнмана — он умер от рака в 1988 году.

## В ролях
- Уильям Хёрт — Ричард Фейнман
- Брюс Гринвуд — генерал Дональд Кутина[англ.]
- Джоанн Уолли — Гвинет Фейнман
- Брайан Деннехи — председатель Уильям Роджерс
- Ив Бест — доктор Салли Райд
- Кевин Макнелли — Лоуренс Маллой
- Генри Гудман — доктор Вайсс
- Шон Кэмерон Майкл — Джадсон Ловингуд
- Роберт Хоббс — Аллан Макдональд
- Стивен Дженнингс — Нил Армстронг
- Хосе Домингос — доктор Олтон Кил
- Николас Полинг — Уильям Грэм
- Лэнгли Кирквуд — инженер, специалист по авионике